# Håkanstorp
Håkanstorp is een deelgebied (Delområde) in het stadsdeel Kirseberg van de Zweedse stad Malmö. De wijk telt 1.350 inwoners (2013) en heeft een oppervlakte van 0,26 km².
Het deelgebied is ontstaan als buitenwijk in 1905. Tijdens verschillende perioden is de wijk uitgebreid met huizen: eengezinswoningen (jaren 1920), huizen (jaren 1960) en herenhuizen (jaren 1980). Er zijn nog resten over van de kleine dunbevolkte buitenwijk uit begin 19e eeuw. In 1932 werd voetbalclub Hakan Torps BK opgericht. In het gebied ligt de school Karlshögsskolan en de Sint Catharinakerk.